# مرلين شراعي أطلسي
مرلين شراعي أطلسي (الاسم العلمي: Istiophorus albicans) (بالإنجليزية: Atlantic sailfish)‏ هو نوع من الأسماك يتبع جنس المرلين الشراعي من فصيلة الأسماك المرلينية.